# Palazzi moderni di Orvieto

## Palazzo Bracci Testasecca
Questo palazzo è sito in piazza del Popolo.
Venne terminato nel 1875 da Virginio Vespignani.
Nonostante sia un edificio moderno il palazzo ha influenze cinquecentesche (nelle finestre) e barocche (nella facciata).
Il palazzo di proprietà della famiglia Bracci di Montepulciano viene ampliato nel 1875 dal conte Bracci-Testasecca (ramo di Orvieto), senatore del regno e filantropo. Al primo piano si trova la stanza del re con il bagno privato e la stanza per il suo attendente. tutto perfettamente conservato. Accanto alla camera, si trova lo studio del conte, che affaccia sul balcone dalla quale il re salutava la folla acclamante. Nei suoi viaggi da Torino a Roma, Vittorio Emnuele II usava fermarsi ad Orvieto in questo palazzo.
Il palazzo conserva ancora tutti i dettagli costruttivi originali. 

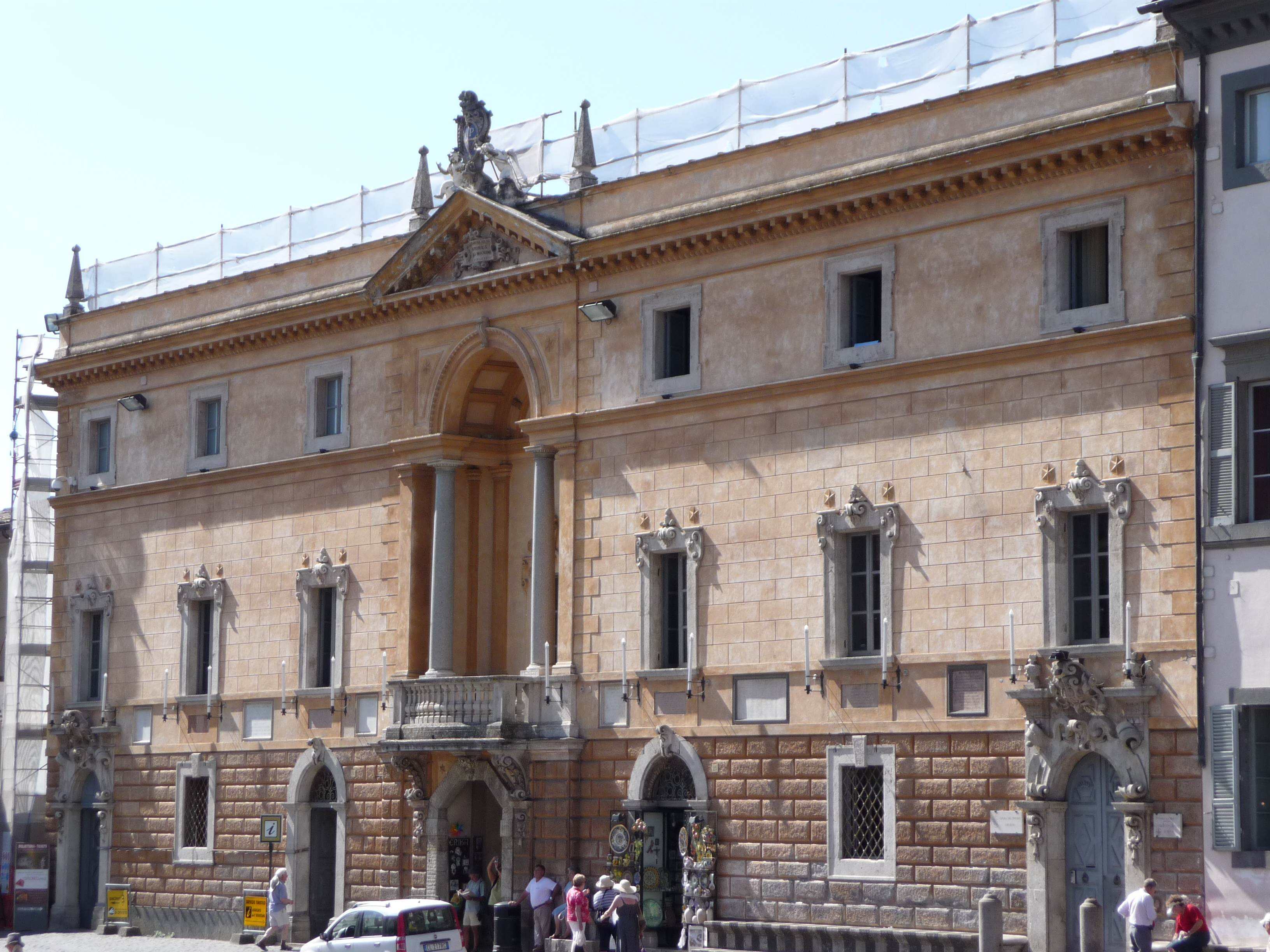
Palazzo dell'Opera del Duomo.

Attualmente è sede di un albergo.

## Palazzo dell'Opera del Duomo
La parte del palazzo sita a sinistra è la più antica e, purtroppo, rimasta incompleta.
Questo lato del palazzo è stato inglobato nel nuovo palazzo progettato dal Vespignani nel 1857 su commissione del camerlengo Tommaso Piccolomini.

## Palazzo Faina
Il palazzo che ospita il museo Faina venne donato ad Orvieto dal Conte Claudio Faina ed è sito a Piazza Duomo, di fronte al duomo stesso.
Il palazzo venne eretto verso la prima metà dell'Ottocento su una precedente costruzione medievale dei Monaldeschi.
Alcune decorazioni sono attribuite al pittore Annibale Angelini.
La facciata è suddivisa in 3 livelli di finestre suddivise da cornici marcapiano.

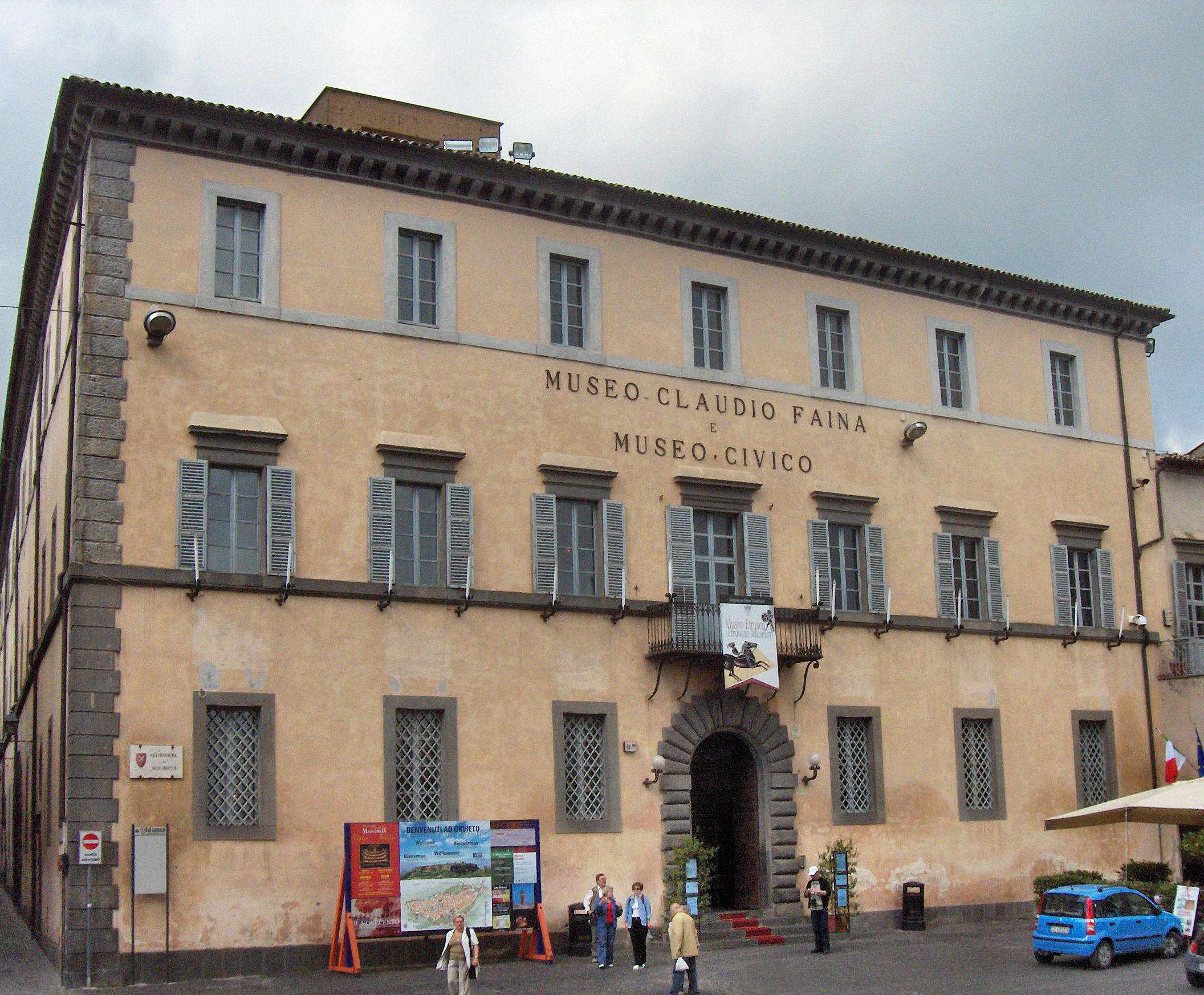
Palazzo Faina, sede del Museo Claudio Faina e del Museo Civico.

I Faina, proprietari del palazzo, una volta terminata la sua costruzione donarono delle opere da ospitare al suo interno; oggi queste opere sono esposte al Museo.
- Nella sala del camino, la Iª sala dall'ingresso, è a decorazioni a grottesco con lo stemma dei Faina con rappresentato al centro, per l'appunto, una faina.
- Nella sala pompeiana, vi sono delle decorazioni in stile simil-pompeiano, che danno il nome alla sala, ma anche delle altre decorazioni in stile a grottesco.
- La sala rossa viene chiamata così per la colorazione delle sale in rosso scuro Damasco[non chiaro]. Le raffigurazioni dei paesi nelle pareti rappresentano i paesi posseduti dalla famiglia.
- Il salottino verde, ha la volta color lapislazzuli ed, al centro, l'allegoria della Fama.
- La sala delle ore in cui vengono rappresentate 4 delle 12 ore:
  - bagno,
  - toletta,
  - ricreazione
  - e studio.[1]

## Palazzo Netti
Questo palazzo è sito a Via Maitani.
In questo palazzo visse Aldo Netti uno studioso pioniere degli studi sull'energia elettrica.
Originariamente, questo palazzo fu dei Vespi e dei Durante, fu fatto ricostruire dal prof. Smerrini di Firenze nello stile da lui idealizzato nel quale venivano rappresentati nella facciata i simboli, secondo lui, basilari:
- Aria,
- Lavoro,
- Scienza,
- Acqua,
- Terra,
- Fuoco,
- Studio,
- Sapere,
- Energia,
- e Vita.

## Palazzo Ottaviani - Locanda delle Belle Arti
Nella Piazza della Repubblica si può ammirare il Palazzo Ottavini, attualmente sede della Cassa di Risparmio di Orvieto, ma che anticamente, nella prima metà dell'Ottocento, ospitava
la "Locanda delle Belle Arti", locanda che, nel 1867 dette alloggio a Garibaldi durante il suo viaggio per Roma come attestato dalla lapide sulla facciata del palazzo stesso.
La locanda caò io il nome in Albergo delle Belle Arti e venne poi trasferita nel palazzo Bisen ungo ilnel corso, il quale cambil nome anch'e ,sso in palazzo Mocisti-Giberti. Questo albergo divenne uno degli alberghi storici di Orvieto. Tra gli altri nomi di rilievo che ospitò vi fu Sigmund Freud che vi soggiornò nel settembre del 1887 e nell'agosto del 1902.
L'albergo venne chiuso durante la prima guerra mondiale.

## Arco del Palazzo Comunale
Fu edificato nel 1857 in occasione della visita di Papa Pio IX per dare un ingresso a piazza maggiore da Virginio Vespignani in travertino.

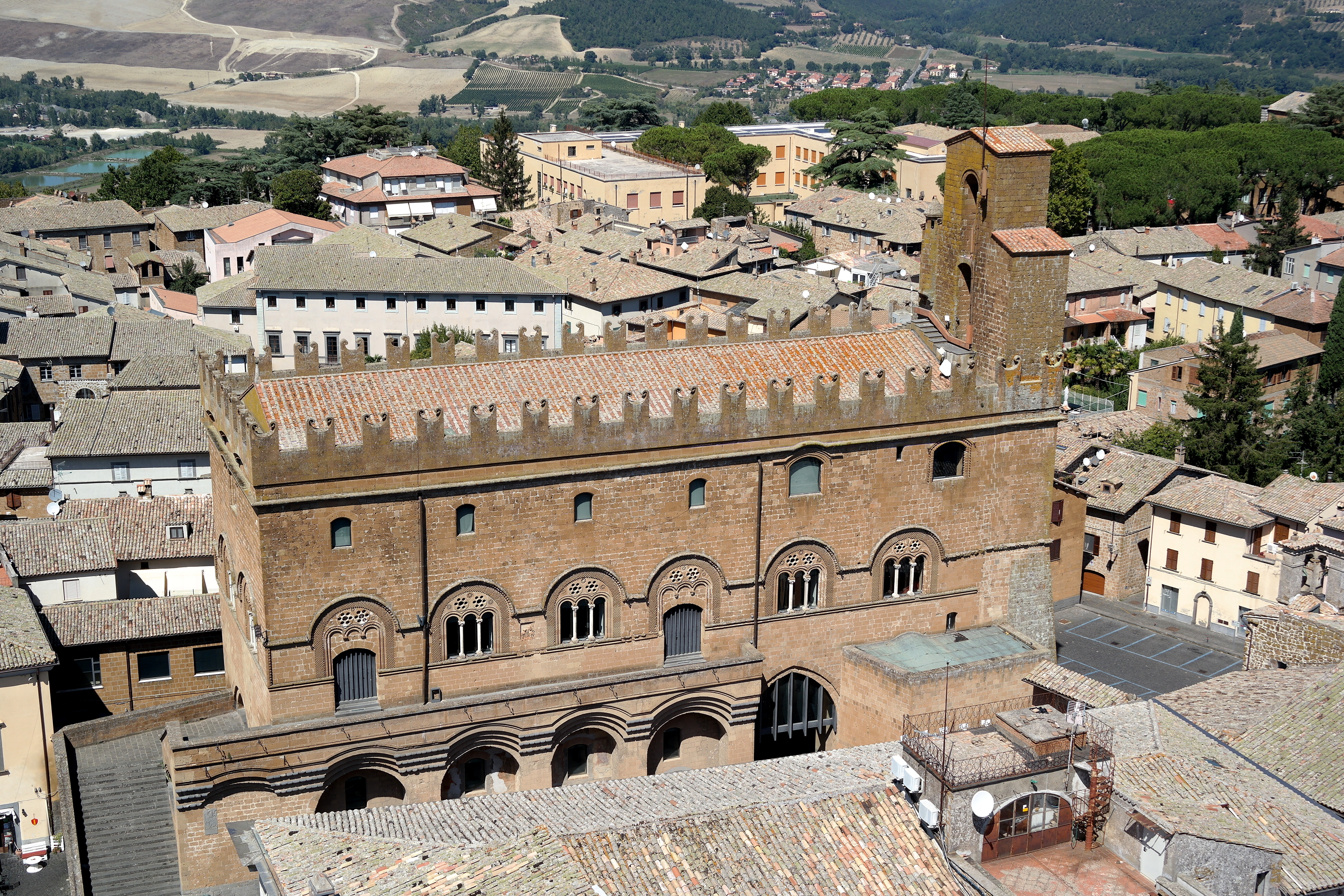
Palazzo del Popolo.

Secondo alcuni ricorda Porta Pia.

## Palazzo del Capitano del Popolo - Centro Congressi
È stato creato sull'omonimo palazzo sormontato da merlatura ghibellina.
Alla fine dell'Ottocento fu rimesso a nuovo ma si mancò di destinarlo a nuova destinazione.
Fra il 1987 ed il 1989 è stato restaurato e destinato a Centro Congressi.
Gli ultimi lavori hanno portato alla luce negli scantinati di reperti archeologici etruschi, medievali, un tempio del V secolo, una cisterna e tratti di un acquedotto.